# Sáp ong

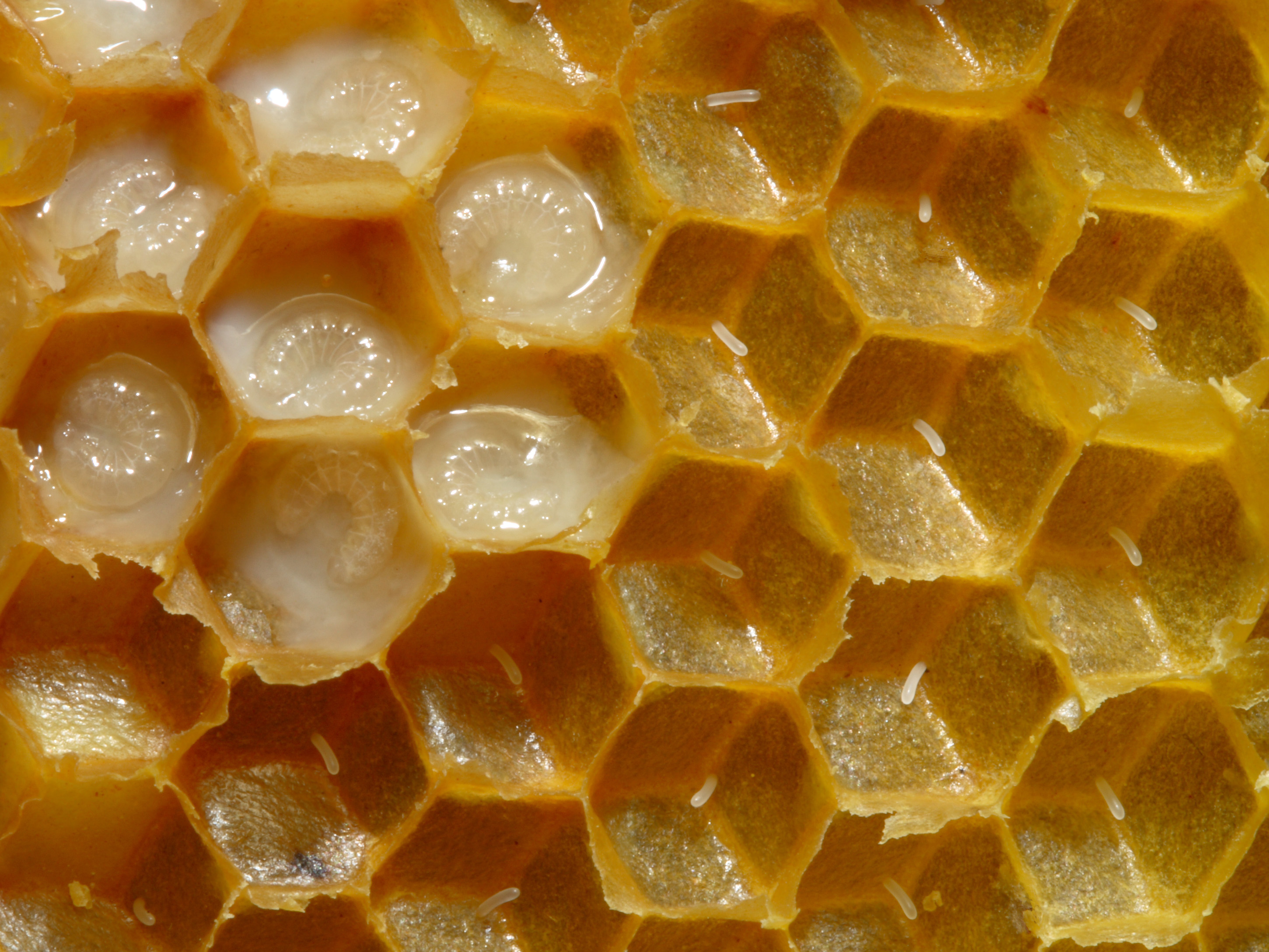
Tầng tổ ong chứa trứng và ấu trùng. Các tảng ong kết dính bằng sáp ong

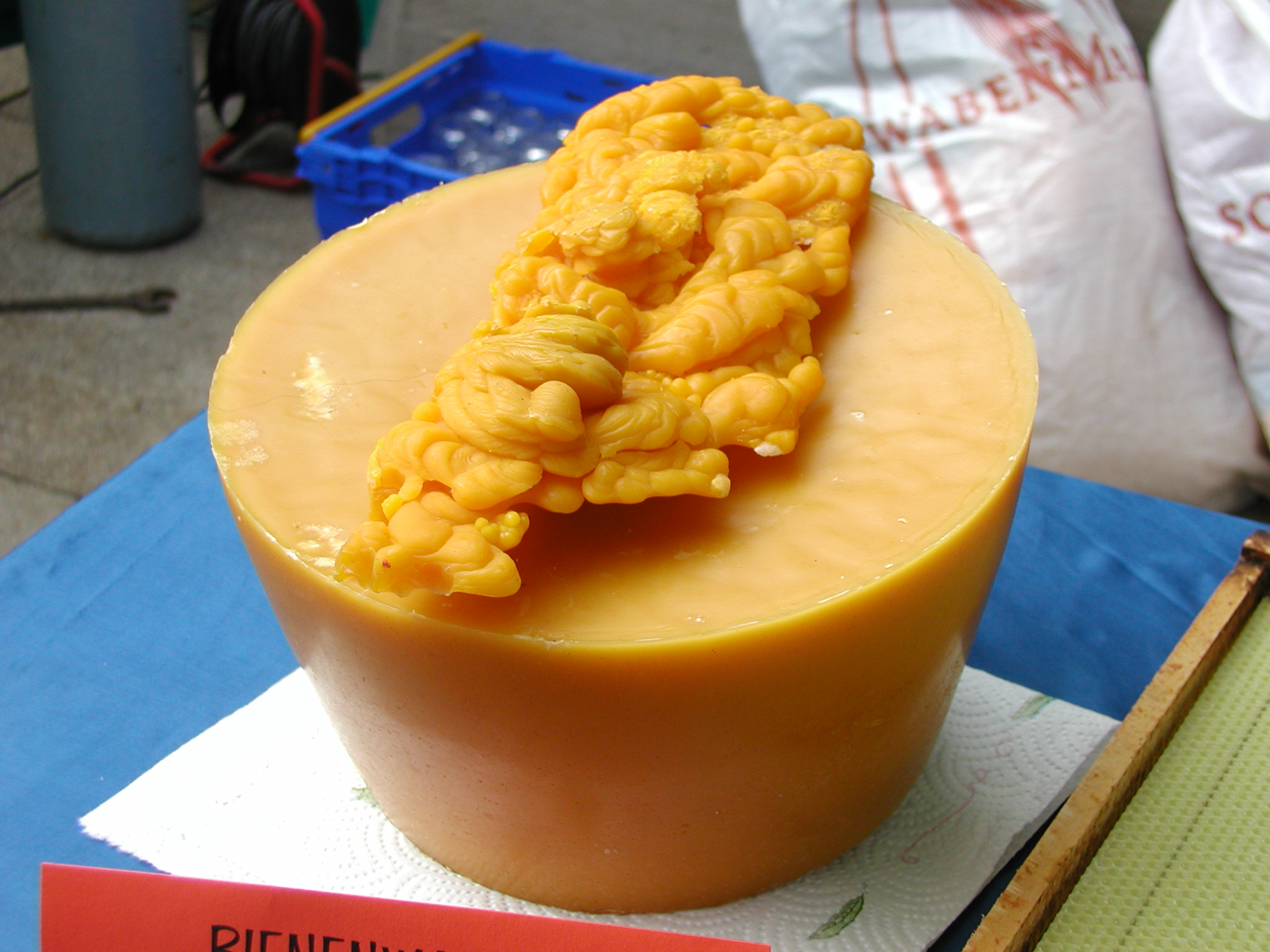
Bánh sáp ong

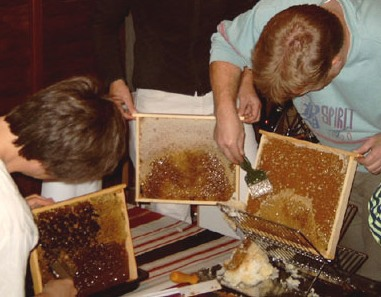
Mở nắp tầng sáp ong

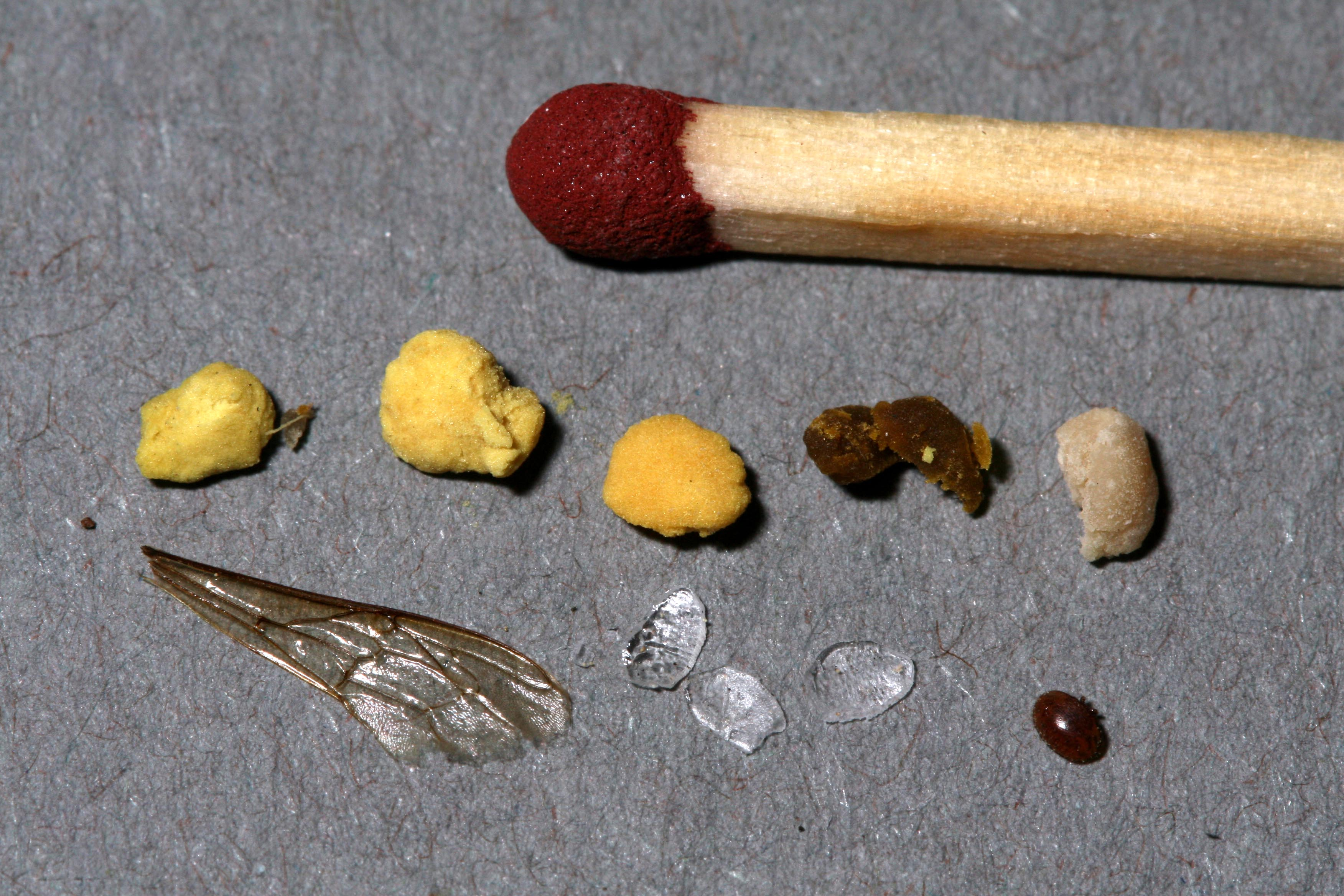
Vảy sáp tươi (ở giữa hàng dưới)

Sáp ong (Cera alba) là một chất sáp tự nhiên được ong mật thuộc chi Apis sản sinh ra.  Sáp có dạng hình "vảy" bởi 8 tuyến sản sinh sáp trong phân đoạn bụng của ong thợ, con ong thải bỏ chúng bên trong hoặc tại tổ ong. Ong thợ thu thập và sử dụng chúng tạo thành lỗ tổ ong lưu trữ mật ong, bảo vệ ấu trùng và nhộng bên trong tổ ong. Về mặt hóa học, sáp ong bao gồm chủ yếu các este của axit béo và những alcohol mạch dài khác nhau.
Sáp ong được ứng dụng lâu đời trong lĩnh vực thực phẩm và hương liệu của con người. Ví dụ, sáp được dùng như chất tráng men, chất tạo ngọt hoặc như nguồn nhiệt. Sáp ong có thể ăn được, theo nghĩa có độc tính không đáng kể tương tự bơ thực vật và được chấp nhận sử dụng cho thực phẩm ở hầu hết quốc gia và Liên minh Châu Âu theo số E E901. Tuy nhiên, monoeste sáp trong sáp ong thủy phân kém trong ruột người và động vật hữu nhũ, vì vậy giá trị dinh dưỡng không đáng kể. Một vài loài chim, như chim hút mật, có thể tiêu hóa sáp ong. Sáp ong là chế độ dinh dưỡng chính của ấu trùng sâu bướm sáp nhỏ.

## Sản xuất
Sáp được hình thành do ong thợ, ong tiết ra từ tám tuyến phản chiếu sản sinh sáp ở bên trong mảnh bụng (tấm chắn bụng hoặc mảng của từng đoạn cơ thể) trên các đoạn bụng 4 đến 7. Kích cỡ những tuyến sáp này phụ thuộc vào tuổi ong thợ và sau nhiều lần bay hàng ngày, những tuyến này bắt đầu bị teo dần.
Sáp mới ban đầu trong suốt và không màu, trở nên mờ đục sau khi nhai và pha trộn với phấn hoa của ong thợ xây tổ. Ngoài ra, sáp dần ngả màu vàng hoặc nâu do sáp nhập dầu phấn hoa và keo ong. Vảy sáp có kích thước khoảng 3 mm (0,12 in) và dày 0,1 mm (0,0039 in); cần khoảng 1100 vảy để tạo ra một gam sáp.
Ong mật sử dụng sáp ong để xây dựng lỗ tổ ong trong đó ong non được nuôi bằng mật ong và tế bào phấn hoa bị giới hạn để bảo quản. Đối với những con ong tạo sáp tiết ra chất sáp, nhiệt độ môi trường trong tổ ong phải từ 33 °C đến 36 °C (91 °F đến 97 °F).
Lượng mật ong được ong sử dụng để sản xuất sáp vẫn chưa được xác định chính xác. Cuốn sách, Sản xuất Sáp ong, Thu hoạch, Chế biến và Sản phẩm, cho biết 1 pound sáp ong được sử dụng để chứa 22 pound mật ong.:41  Theo thử nghiệm năm 1946 của Whitcomb, 6,66 đến 8,80 pound mật ong sản lượng 1 pound sáp.:35 Một nghiên cứu khác ước tính có 24 đến 30 pound mật ong được sản sinh trên mỗi pound sáp.

## Quá trình
Khi người nuôi ong trích xuất mật ong, họ cắt chỏm sáp từ mỗi lỗ tầng tổ ong bằng dao hoặc máy. Màu sắc biến đổi từ gần trắng đến nâu nhạt, nhưng thường là màu vàng, tùy thuộc vào độ thuần khiết, khu vực và loại hoa do ong thu thập. Sáp từ rổ bầy tổ ong mật có khuynh hướng tối hơn sáp ong từ tầng tổ ong. Tạp chất tích tụ nhanh hơn trong rổ bầy tổ ong. Do các tạp chất, sáp phải được đưa ra trước khi sử dụng tiếp. Phần còn lại được gọi là keo cặn.
Sáp có thể được lọc sạch hơn bằng cách nung nóng trong nước. Giống như sáp dầu mỏ, nó có thể được làm mềm bằng pha loãng với dầu khoáng hoặc dầu thực vật để khiến chúng khả thi hơn ở nhiệt độ phòng.

## Đặc tính vật lý
Sáp ong là một loại sáp bền chắc được hình thành từ hỗn hợp một số hợp chất.
| Loại hàm lượng sáp | Tỷ lệ phần trăm |
| Hydrocarbon        | 14%             |
| Monoeste           | 35%             |
| Dieste             | 14%             |
| Trieste            | 3%              |
| Monoeste hydroxide | 4%              |
| Polyeste hydroxide | 8%              |
| este axit          | 1%              |
| polyester axit     | 2%              |
| Axit béo đơn       | 12%             |
| Alcohol béo đơn    | 1%              |
| Không xác định     | 6%              |

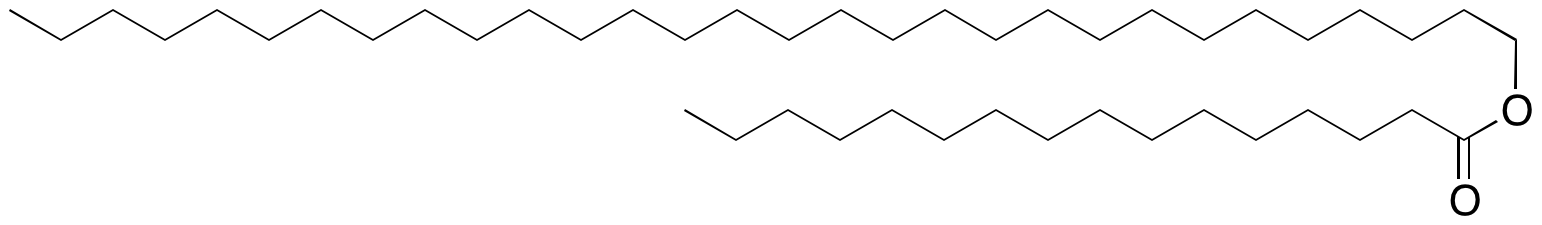
Triacontanyl palmitate, một este sáp, là một thành phần chính của sáp ong.

Công thức hóa học gần đúng của sáp ong là C15H31COOC30H61. Thành phần chính là palmitate, palmitoleate và este oleate của alcohol béo chuỗi dài (30–32 cacbon), với tỷ lệ triacontanyl palmitate CH3(CH2)29O-CO-(CH2)14CH3 đến axit cerotic CH3(CH2)24COOH, hai thành phần chính, 6:1. Sáp ong được phân loại tổng quát thành loại châu Âu và phương Đông. Giá trị xà phòng hóa thấp hơn (3–5) sáp ong châu Âu và cao hơn (8–9) sáp ong phương Đông.
Sáp ong có phạm vi nhiệt độ nóng chảy tương đối thấp từ 62 đến 64 °C (143,6 đến 147,2 °F). Nếu sáp ong được nung nóng trên 85 °C (185,0 °F) xảy ra biến đổi màu. Điểm bốc cháy của sáp ong là 204,4 °C (399,9 °F). Khối lượng riêng tại 15 °C là 958 kg/m³ đến 970 kg/m³.
Sáp ong thiên nhiên: dễ vỡ khi gặp lạnh; kết dính chặt ở nhiệt độ thường; nứt gãy khi khô và có hình hột. Tỷ trọng ở 15 °C (59 °F) từ 0,958 đến 0,975, sáp nóng chảy ở nhiệt độ 98 đến 99 °C (208,4 đến 210,2 °F) so với nước 15,5 °C (59,9 °F) là 0,822. Mềm hơn khi giữ trong tay và nóng chảy ở 62 đến 66 °C (143,6 đến 150,8 °F); đông đặc ở 60,5 đến 63 °C (140,9 đến 145,4 °F).

## Sử dụng

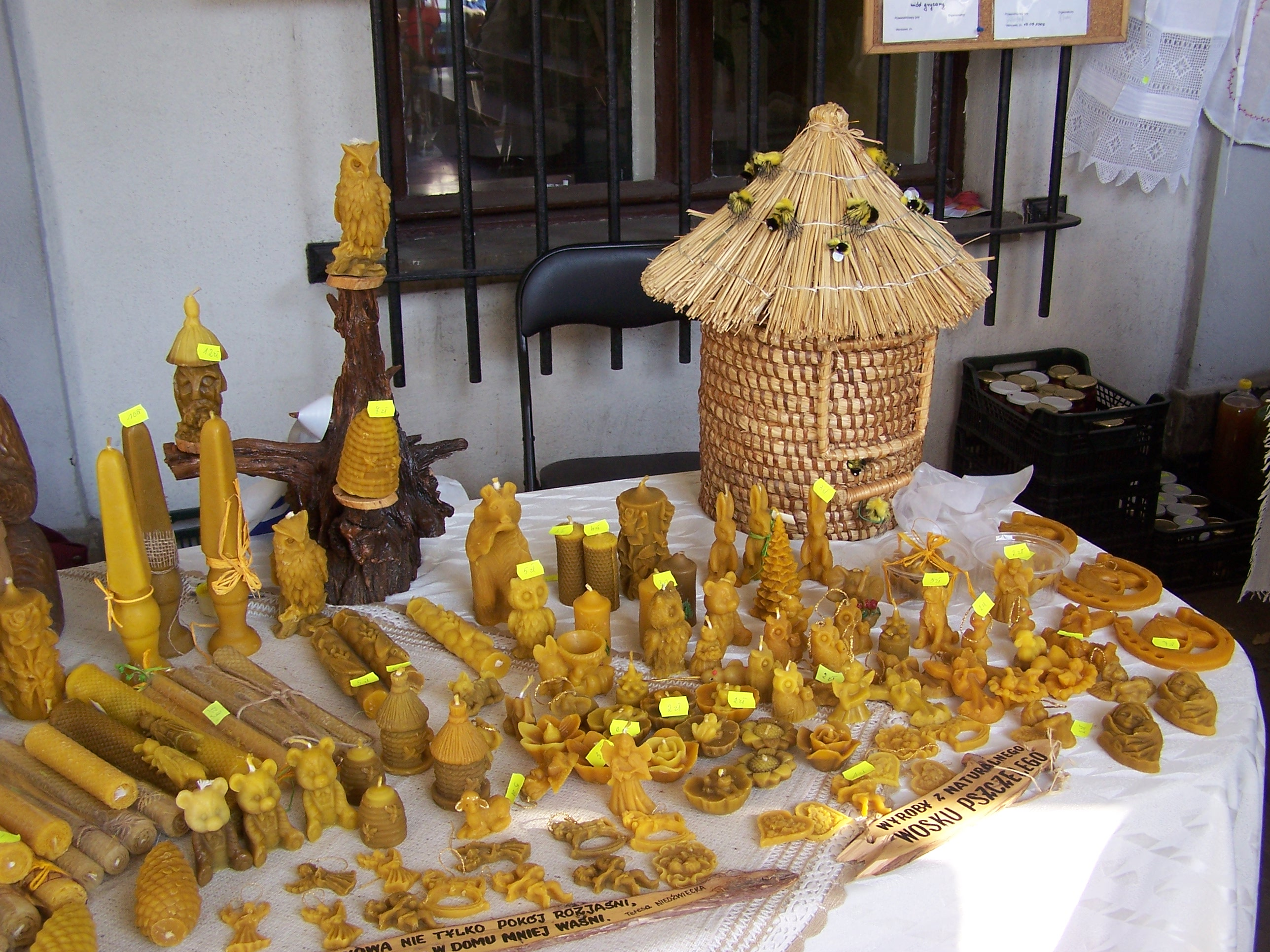
Nến và đồ trang trí bằng sáp ong

Sáp ong có ứng dụng đa dạng trong đó chủ yếu được ong sử dụng để xây tầng tổ ong. Ngoài cách loài ong sử dụng, con người đã dùng sáp ong phổ biến và đa dạng. Sáp ong lọc sạch và tẩy trắng được dùng trong sản xuất thực phẩm, mỹ phẩm và dược phẩm. Ba loại sản phẩm sáp ong chính là vàng, trắng và sáp ong nguyên chất. Sáp ong vàng là sản phẩm thô thu được từ tổ ong, sáp ong trắng được tẩy trắng hoặc lọc từ sáp ong vàng, còn sáp ong nguyên chất là sáp ong vàng được xử lý bằng alcohol. Trong pha chế thực phẩm, sáp dùng làm chất phủ cho pho mát; bằng cách đóng kín không khí, bảo vệ tránh hư hỏng (tăng trưởng khuôn đúc). Sáp ong cũng có thể được dùng như chất phụ gia thực phẩm E901, với lượng nhỏ hoạt động như tác nhân tráng men, giúp ngăn ngừa mất nước hoặc dùng bảo vệ bề mặt một số loại trái cây. Viên nang gelatin mềm và lớp phủ viên thuốc cũng có thể sử dụng E901. Sáp ong cũng là thành phần phổ biến trong kẹo cao su tự nhiên.
Sử dụng sáp ong trong chất dưỡng da và mỹ phẩm cũng ngày càng tăng. Một nghiên cứu tại Đức đã phát hiện ra sáp ong chất lượng hơn các loại kem chống nhiễm trùng da tương tự (thường là kem chứa dầu khoáng như mỡ dầu hỏa) khi sử dụng theo quy trình. Sáp ong dùng làm chất kết dính trong mỹ phẩm như son môi, son bóng môi, kem dưỡng da, thuốc sáp, kem dưỡng ẩm, phấn mắt, phấn má hồng và bút kẻ mắt. Sáp ong cũng là thành phần quan trọng trong sáp vuốt ria và pomade, khiến tóc trở nên bóng mượt và sáng bóng.
| Top 5 nước sản xuất sáp ong (2012, theo tấn)                           | Top 5 nước sản xuất sáp ong (2012, theo tấn) |
| ---------------------------------------------------------------------- | -------------------------------------------- |
| Ấn Độ                                                                  | 23 000                                       |
| Ethiopia                                                               | 5 000                                        |
| Argentina                                                              | 4 700                                        |
| Thổ Nhĩ Kỳ                                                             | 4 235                                        |
| Hàn Quốc                                                               | 3 063                                        |
| Tổng toàn cầu                                                          |                                              |
| Nguồn: UN FAOSTAT Lưu trữ ngày 13 tháng 7 năm 2011 tại Wayback Machine |                                              |

Sáp ong từ lâu được dùng chế tạo nến, rất dễ cháy và chất liệu truyền thống này được quy định dùng chế tạo nến Paschal hay "nến Phục Sinh". Người ta khuyến khích chế tạo nhiều cây nến hơn nữa được dùng trong phụng vụ của Giáo hội Công giáo La Mã. Sáp ong cũng là thành phần làm nến được lựa chọn trong Chính thống giáo Đông phương.
Sáp ong là một thành phần trong sáp xương, được sử dụng trong quá trình phẫu thuật để kiểm soát máu chảy từ bề mặt xương; xi đánh giày và đánh bóng đồ gỗ có thể sử dụng cả sáp ong như một thành phần, hòa tan trong nhựa thông hoặc đôi khi pha trộn với dầu lanh hoặc dầu trẩu; sáp mô hình cũng có thể dùng sáp ong như một thành phần; sáp ong tinh khiết cũng có thể dùng như sáp ván trượt hữu cơ. Sáp ong pha trộn với rosin, có thể đóng vai trò chất kết dính gắn phiến lau với cấu trúc bên trong hộp squeeze. Sử dụng để làm nhựa cây Cutler, một chất kết dính được dùng để gắn cán vào lưỡi dao. Sáp ong sử dụng ở Đông Âu để trang trí trứng; dùng để viết, thông qua nhuộm cản màu, trên trứng batik (như trong pysanky) và để làm trứng đính cườm. Sáp ong được dùng trong nhạc cụ gỗ để tạo ra bề mặt trên trống lục lạc cho cuộn ngón tay. Sáp dùng như một thành phần chất kết dính đúc bằng kim loại cùng với vật liệu kết dính polyme khác. Sáp ong đã từng được dùng trong chế tạo xi lanh đĩa hát. Sáp ong vẫn có thể được dùng để niêm phong văn bản pháp luật hoặc sắc lệnh Hoàng gia và giấy da học thuật như đặt một phê chuẩn con dấu đoạt giải của trường đại học sau khi hoàn thành học vị kết khóa học.

## Trong lịch sử

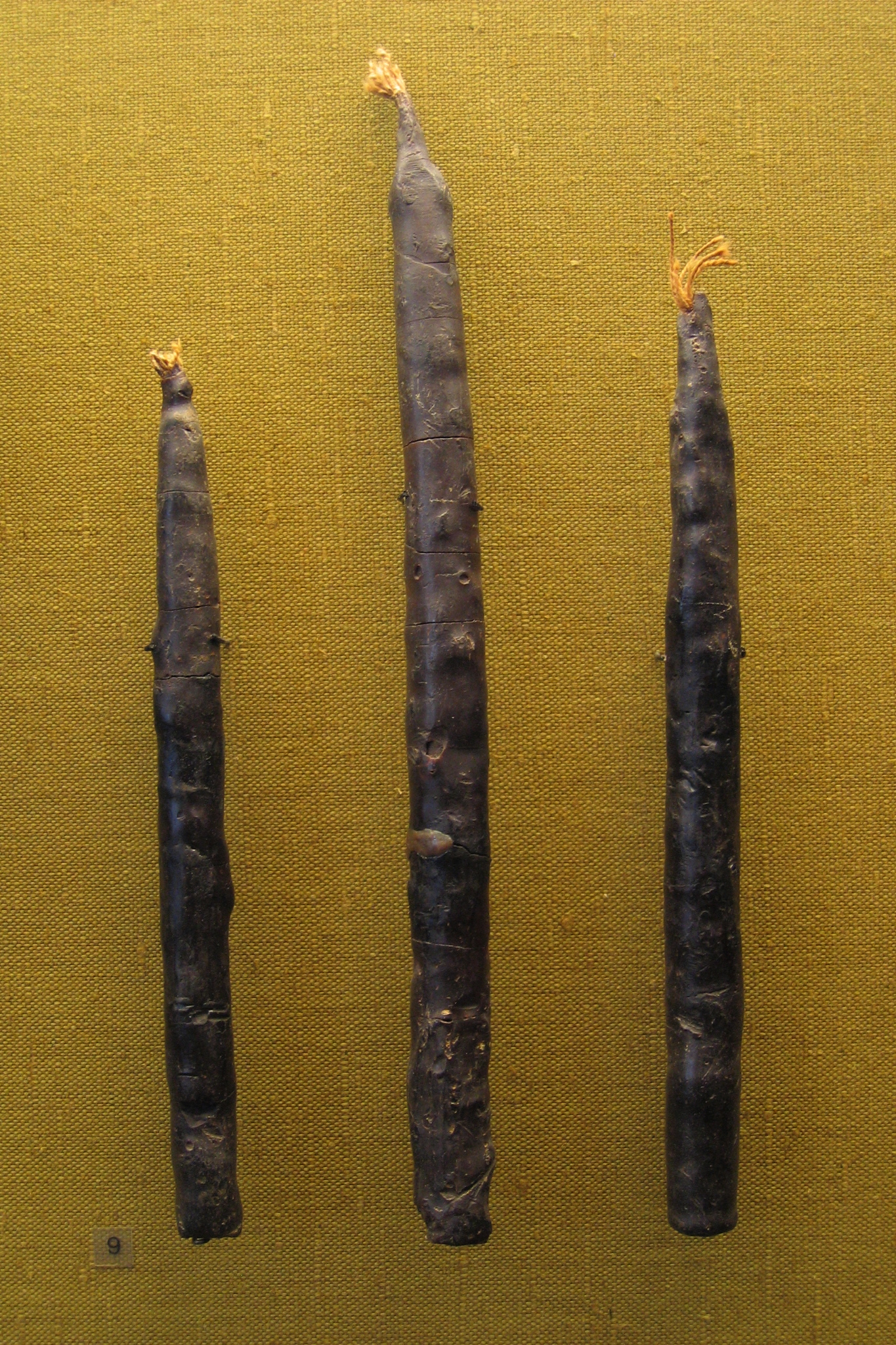
Nến sáp ong, trong nghĩa trang người Alemanni (Oberflacht, Đức), 6th/7th c. AD

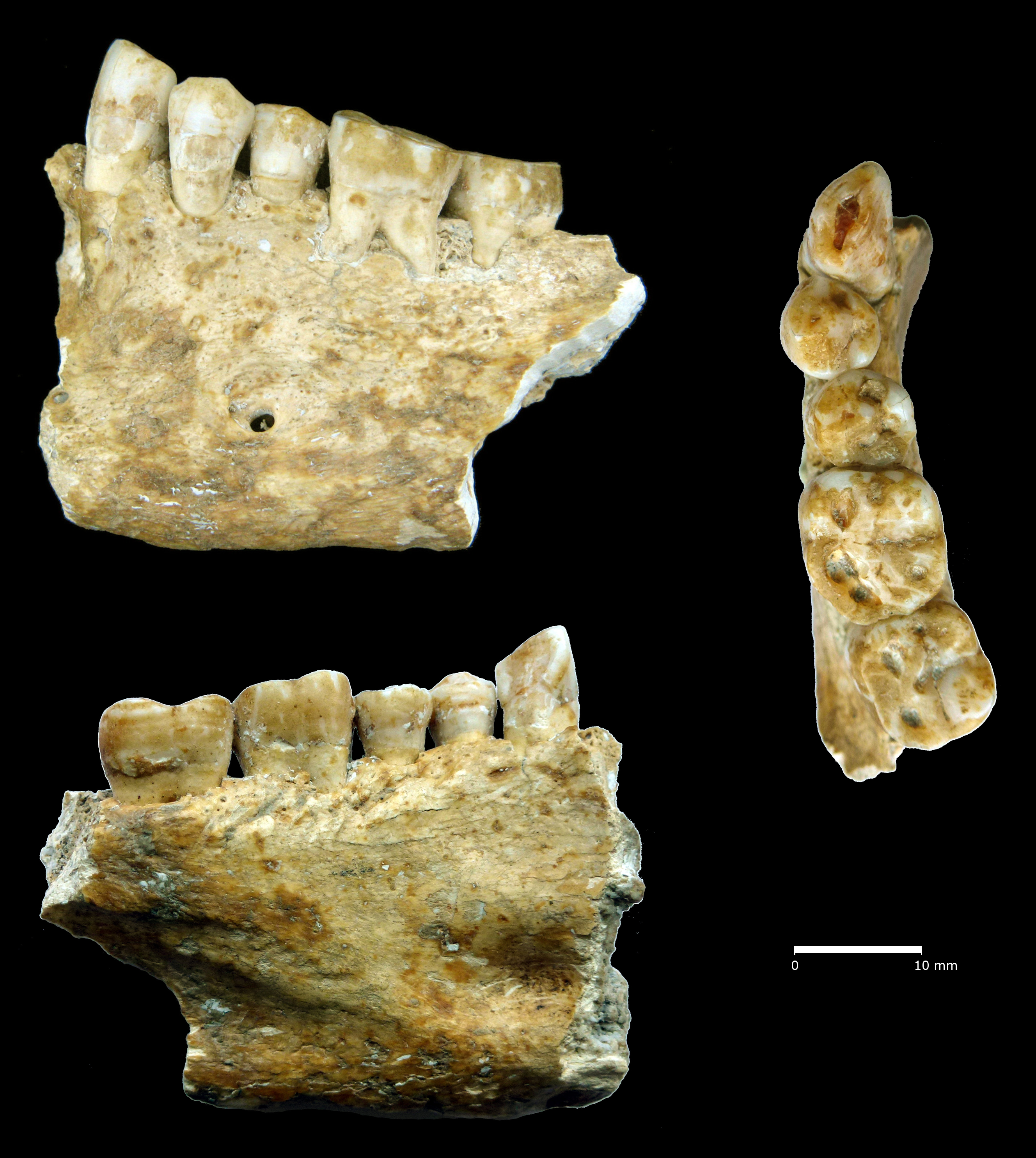
Trám răng nha khoa thời đồ đá mới

Sáp ong là một trong những chất dẻo đầu tiên được sử dụng, cùng với các polyme tự nhiên khác như gutta-percha, sừng, mai rùa và sơn cánh kiến. Trong hàng nghìn năm, sáp ong đã có loạt ứng dụng trải rộng; phát hiện trong lăng mộ Ai Cập, trong xác tàu Viking đắm và trong tàn tích văn minh La Mã. Sáp ong không bao giờ hỏng, có thể nung nóng và sử dụng lại. Trong lịch sử, sử dụng sáp ong:
- Nến - cây nến sáp ong nguyên vẹn cổ xưa nhất phía bắc núi Alps phát hiện trong nghĩa trang người Alemanni thuộc Oberflacht, Đức, khoảng thế kỷ VI/VII SCN.
- Trong sản xuất mỹ phẩm.
- Chất liệu mô hình đúc kim loại từ mô hình sáp (cire perdue)[20]
- Phiến sáp dùng cho nhiều mục đích viết chữ khác nhau.
- Vẽ tranh sáp màu, ví dụ chân dung xác ướp Fayum[21]
- Chế tạo cung tên
- Gia cố, bảo quản chỉ may, thừng chão, dây giày, vân vân.
- Là thành phần của sáp niêm phong.
- Gia cố và ngăn chặn ống sậy phối nhạc gió tách ra và nứt gãy.
- Định hình ống thổi của đàn didgeridoo và phím đàn kutiyapi - một loại đàn luýt hình thuyền của Philippines.
- Là chất trám kín hoặc chất bôi trơn cho đạn viên trong nắp và đầu đạn súng cầm tay.
- Ổn định thuốc nổ quân sự Torpex - trước khi thay thế bằng sản phẩm dầu mỏ.
- Trong sản xuất batik ở Java.[22]
- Trám răng nha khoa cổ xưa.[23][24]